# Alfons Gabriel
Alfons Gabriel (4. února 1894, Beroun, Rakousko-Uhersko – 28. května 1975, Vídeň, Rakousko) byl rakouský geograf a cestopisec, který se několikrát vydal do íránské pouště, v letech 1927 – 1928, 1933 a 1937. Gabriel napsal pět knih o svých cestách a poznatcích. Jeho kniha Durch Persiens Wüsten (rok 1935; německy Perskou pouští) byla přeložena do perštiny.